# Соларино
Соларѝно (на италиански: Solarino, на сицилиански San Paulu, Сан Паулу) е град и община в южна Италия, провинция Сиракуза, автономен регион Сицилия. Разположен е на 165 m надморска височина. Населението на града е 7782 души (към 2010 г.).